# خانه ارفع‌الملک
سردر و بدنه ضلع غربی خانه ارفع‌الملک مربوط به دوره پهلوی است و در تبریز، خیابان شهید بهشتی، پلاک ۲۶۱ واقع شده و این اثر در تاریخ ۷ مهر ۱۳۸۱ با شمارهٔ ثبت ۶۲۱۳ به‌عنوان یکی از آثار ملی ایران به ثبت رسیده است.